# René Martens (Autor)
René Martens (* 1964) ist ein deutscher Journalist und Autor. Schwerpunkt seiner journalistischen Arbeit sind die Medien. In seinen Büchern setzte er sich insbesondere mit der Geschichte des FC St. Pauli auseinander.

## Leben
Als Journalist war beziehungsweise ist Martens für Medien wie die Süddeutsche Zeitung, die Financial Times Deutschland, die Tageszeitung, die Zeitschrift Konkret, Die Zeit und den Mitteldeutschen Rundfunk tätig. Er gehört dem Auswahlgremium für den Grimme-Preis im Bereich Info & Kultur an.
1997 veröffentlichte er das Buch FC St. Pauli - You’ll never walk alone, in dem er unter anderem über die den früheren Vorsitzenden des Vereins, Wilhelm Koch, sowie dessen Vergangenheit als NSDAP-Mitglied schrieb und die These aufstellte, Koch habe sein Vermögen „zu einem gewichtigen Teil den Nazis zu verdanken“ gehabt. Die Veröffentlichung führte zu einer Auseinandersetzung des Vereins mit der Person Wilhelm Koch. Zwar kam ein vom FC St. Pauli in Auftrag gegebenes Gutachten des Geschichtswissenschaftlers Frank Bajohr zu einem Urteil über Koch, das Martens’ These nicht stützte, auf der Mitgliederversammlung des Vereins 1998 wurde der Antrag, das Stadion am Millerntor künftig nicht mehr mit Kochs Namen zu versehen, aber mehrheitlich angenommen.
2012 erhielt Martens zusammen mit Christian Bartels, Matthias Dell und Klaus Raab für die Medienkolumne Das Altpapier den Bert-Donnepp-Preis.
Martens brachte mit Wunder gibt es immer wieder. Die Geschichte des FC St. Pauli (2002; 2007 und 2009 erneut aufgelegt), Niemand siegt am Millerntor (2008) und FC St. Pauli für Klugscheißer (2020) weitere Bücher über den FC St. Pauli heraus. Er beschäftigte sich ebenfalls in einem Buch mit dem Elfmeter, 2003 erschien zudem „Scheiß-Fußball!“: was echte Fans so richtig ärgert.

## Bücher
- Das grosse St.-Pauli-Buch. Die Werkstatt, Göttingen 2014, ISBN 978-3-7307-0134-8.
- Wunder gibt es immer wieder. Die Werkstatt, Göttingen 2009 (Erstauflage 2002), ISBN 978-3-89533-673-7.
- Niemand siegt am Millerntor, Die Werkstatt, Göttingen 2008, ISBN 978-3-89533-600-3.
- Elfmeter! Kleine Geschichte einer Standardsituation. Eichborn, Frankfurt am Main 2003, ISBN 978-3-8218-3596-9.
- »Scheiß-Fußball!« Was echte Fans so richtig ärgert. Eichborn, Frankfurt am Main 2003. ISBN 978-3-8218-4865-5.
- mit Günter Zint: St. Pauli: Kiez, Kult, Alltag. Die Hanse, Hamburg 2000, ISBN 978-3-434-52566-0.
- FC St. Pauli: you'll never walk alone. Die Werkstatt, Göttingen 1997, ISBN 978-3-89533-204-3.